# Ґродзиська (Куявсько-Поморське воєводство)
Ґродзиська (пол. Grodziska) — село в Польщі, у гміні Битонь Радзейовського повіту Куявсько-Поморського воєводства.
У 1975-1998 роках село належало до Влоцлавського воєводства.